# Coleophora peribenanderi
Coleophora peribenanderi là một loài bướm đêm thuộc họ Coleophoridae. Nó được tìm thấy ở Ireland, Đảo Anh, Pháp, Tây Ban Nha, Ý, Bỉ, the Hà Lan, Đức, Đan Mạch, Fennoscandia, Ba Lan, vùng Baltic, Ukraina, miền nam và central Nga, Bulgaria, România, Slovakia, Hy Lạp, Cộng hòa Séc, Hungary cũng như Cận Đông.

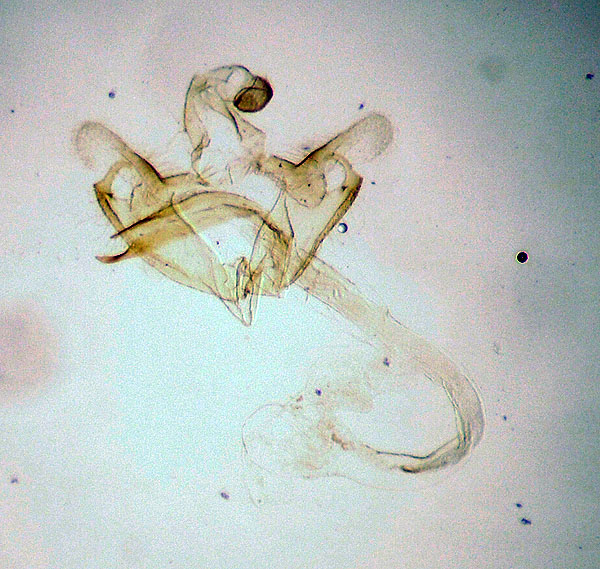

Sải cánh dài 12.5–15 mm. Con trưởng thành bay từ tháng 6 đến tháng 7.